# 渡辺伸充
渡辺 伸充（わたなべ のぶみつ、1961年3月11日 - ）は、日本の銀行家。日本カストディ銀行社長。東京都出身。

## 来歴
1983年、早稲田大学政治経済学部を卒業し、埼玉銀行に入行。

2013年、みずほフィナンシャルグループ常務執行役員、2018年6月、資産管理サービス信託銀行（TCSB）社長。同年10月、TCSBと日本トラスティ・サービス信託銀行（JTSB）の経営統合によって設立されたJTCホールディングス社長に就任。2020年7月、TCSBとJTSB、JTCホールディングスの合併により発足した日本カストディ銀行社長に就任。2021年退任し、都市未来総合研究所社長。